# Obermühle (Nürnberg)
Obermühle ist ein Wohnplatz der kreisfreien Stadt Nürnberg in der Nordwestlichen Außenstadt und gehört zum statistischen Bezirk 79.

## Geographie
Die Einöde liegt an der Gründlach und ist vom Schwemm- und Mühlweiher umgeben. Etwas weiter südlich liegt das Waldgebiet Irrgarten. Eine Gemeindeverbindungsstraße führt nach Kleingründlach (0,3 km nordwestlich) bzw. nach Großgründlach (0,7 km südöstlich).

## Geschichte

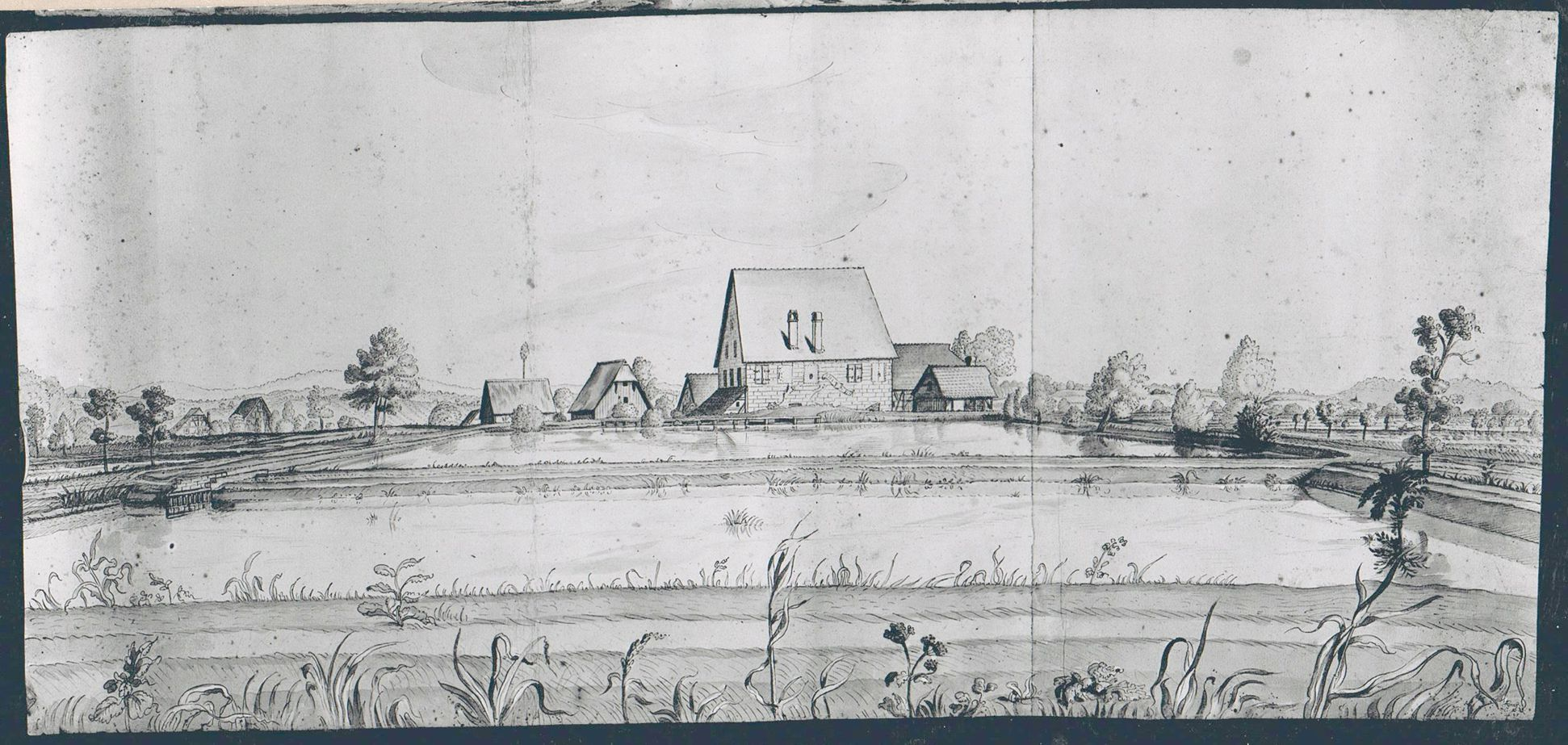
Kleingründlach mit der Obermühle, 1688

Der Ort wurde 1430/40 als „obern mule pei den weyhern gelegen“ erstmals urkundlich erwähnt. Den Ortsnamen erhielt sie zur Unterscheidung von der Mittelmühle und der Königs- bzw. Untere Mühle, die beide weiter östlich an der Gründlach liegen.
Gegen Ende des 18. Jahrhunderts gehörte die Obermühle zur Realgemeinde Kleingründlach. Das Hochgericht übte die Reichsstadt Nürnberg aus, was vom brandenburg-bayreuthischen Oberamt Baiersdorf bestritten wurde. Die Grundherrschaft über die Mühle hatte der Nürnberger Eigenherr von Haller. Unter der preußischen Verwaltung (1792–1806) des Fürstentums Bayreuth erhielt die Obermühle die Hausnummer 77 des Ortes Großgründlach.
Von 1797 bis 1810 unterstand der Ort dem Justiz- und Kammeramt Erlangen. Im Rahmen des Gemeindeedikts wurde Obermühle dem 1811 gebildeten Steuerdistrikt Großgründlach und der im selben Jahr gegründeten Ruralgemeinde Großgründlach zugeordnet.
Am 1. Juli 1972 wurde die Obermühle im Zuge der Gebietsreform in Bayern nach Nürnberg eingemeindet.

### Baudenkmal
- Kleingründlacher Str. 1: Obermühle

### Einwohnerentwicklung
| Jahr      | 001818 | 001840 | 001861 | 001871 | 001885 |
| Einwohner | 10     | 8      | *      | 8      | 7      |
| Häuser    | 1      | 1      |        |        | 1      |
| Quelle    | [ 6 ]  | [ 7 ]  | [ 8 ]  | [ 9 ]  | [ 10 ] |

## Religion
Der Ort ist seit der Reformation evangelisch-lutherisch geprägt und nach St. Laurentius (Großgründlach) gepfarrt. Die Einwohner römisch-katholischer Konfession sind nach St. Hedwig (Großgründlach) gepfarrt.